# 778

## Esdeveniments
Països Catalans

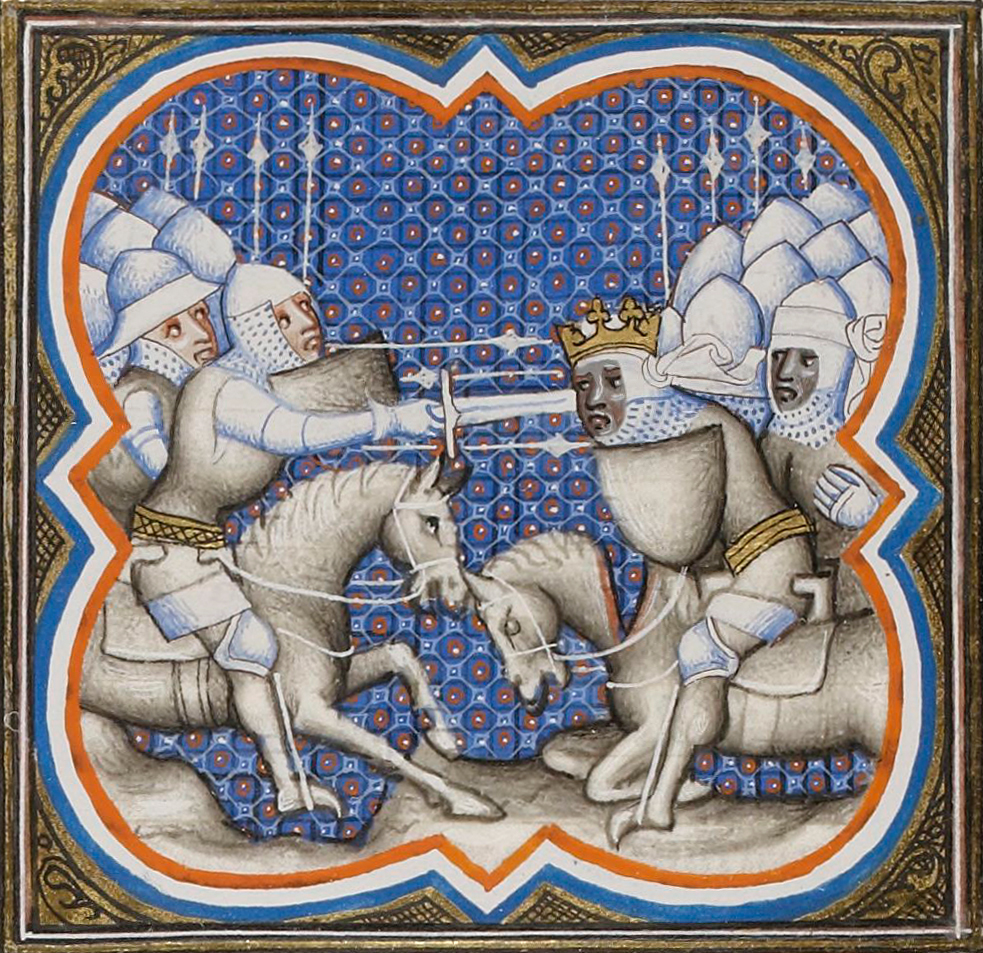
Il·luminació representant la batalla de Roncesvalls

- Els musulmans expulsen als visigots d'Urgell (ciutat d'Urgell -> la Seu d'Urgell) (778-785) i aquests es refugien a les valls d'Andorra, demanant ajuda a Carlemany, que mantindrà aquest territori fora de la influència àrab i que serà el germen del futur comtat d'Urgell.

- Té lloc l'expedició de Carlemany del 778, un fracassat intent de sotmetre els territoris al sud del Pirineu per crear una marca fronterera defensiva, en destaca la batalla de Roncesvalls el 15 d'agost.
- Els omeies sufoquen una revolta dels abbàssida promoguda per Abd al-Rahman ibn Habib, amb l'ajuda del Regne de Tudmir.

## Naixements
- 16 d'abril, Gironda (actual França): Lluís I el Pietós, rei d'Aquitània i emperador (m. 814).[1]

## Necrològiques
- Rotllà